# James Massey
James Lee Massey (* 11. Februar 1934 in Wauseon, Ohio; † 16. Juni 2013 in Kopenhagen, Dänemark) war ein Informationstheoretiker, Kryptologe und Hochschullehrer.

James Massey

## Leben und Werk
James Massey wuchs im US-Bundesstaat Illinois auf. Er besuchte die St. Bede Academy, wurde an der University of Notre Dame bei South Bend (Indiana) zum Elektroingenieur ausgebildet und schloss mit Auszeichnung als BSEE 1956 ab. Nach drei Jahren Militärdienst wechselte er an das Massachusetts Institute of Technology (MIT) in Cambridge (Massachusetts), wo er zuerst das Masterstudium und dann das Doktorat als Ph.D. 1962 mit der Arbeit Threshhold Decoding bei John Wozencraft abschloss. Sein Interesse an der Informationstheorie wurde durch seinen Professor Robert Fano geweckt. Die 1962 gegründete Firma Codex Corporation in Newton (Massachusetts) entwickelte und verkaufte Produkte für die Fehlerkorrektur von Übertragungssignalen basierend auf Schwellwert-Dekodierern von Massey. Er kehrte an die University of Notre Dame zurück und wurde dort 1962 zuerst Assistenzprofessor für Elektrotechnik. Seine Forschung wurde unterstützt durch die NASA. Daraus resultierten quick-look-in convolutional codes, welche bis heute zur Bildübertragung von entfernten Himmelskörpern wie dem Halley-Kometen benutzt werden. An dieser Universität wurde er der erste fremdfinanzierte Professor. Er war an der University of Notre Dame bis 1977 tätig. An der UCLA in Los Angeles lernte er während seiner zweijährigen Tätigkeit Jim K. Omura kennen, mit welchem er später das Massey-Omura Kryptosystem entwickelte. Die gemeinsamen Entwicklungen auf dem Gebiet der Kryptologie führten 1984 zur Gründung der Firma Cylink Corporation in Kalifornien, welche 2003 durch Safenet übernommen wurde. 1980 wurde Massey als ordentlicher Professor für Digitale Systeme an die ETH Zürich berufen. 
Seine bedeutendsten Arbeiten waren die Entwicklung des Berlekamp-Massey-Algorithmus, der Entwurf der Blockverschlüsselungsverfahren IDEA mit Xuejia Lai, welchen Massey als Gastdozent an der Universität für Elektrotechnik und Elektronik Xi’an in China 1982 kennenlernt hatte, und SAFER. Während seiner Tätigkeit an der ETH Zürich kam es zur Zusammenarbeit mit den Schweizer Firmen Borer Communications und Ascom für Verschlüsselungsprodukte. An der ETHZ betreute er über 40 Doktoranden als Referent oder Co-Referent, so  Xuejia Lai, Hans-Andrea Loelinger und Ueli Maurer.
Nach seiner Emeritierung an der ETH Zürich zog er 1998 nach Kopenhagen.     
James Massey war verheiratet mit Lis Kofod aus Kopenhagen. Er hatte vier Söhne, von welchen zwei ebenfalls Elektroingenieure wurden.

## Preise und Auszeichnungen
- 2009 Fellow International Association for Cryptologic Research
- 2006 Ehrendoktor der Technischen Universität München
- 1999 Marconi-Preis
- 1992 IEEE Alexander Graham Bell Award
- 1990 Ehrendoktor der Universität Lund
- 1988 Caude E. Shannon Award
- 1971 Fellow der IEEE.[1]

## Mitgliedschaften
- American Academy of Arts and Sciences
- Königlich Schwedischen Akademie der Wissenschaften
- National Academy of Engineering
- Europäischen Akademie der Wissenschaften und Künste
- Schweizerische Akademie der Technischen Wissenschaften
- Ungarischen Akademie der Wissenschaften.

## Veröffentlichungen
- Threshold Decoding, Dissertation, Massachusetts Institute of Technology Press, Cambridge, Massachusetts, USA 1963.